# Kožlany
Kožlany là một thị trấn thuộc huyện Plzeň-Bắc (huyện), vùng Plzeňský, Cộng hòa Séc.